# Vanlig honungsskivling
Vanlig honungsskivling (Armillaria borealis) är en svampart som beskrevs av Marxm. & Korhonen 1982. Vanlig honungsskivling ingår i släktet Armillaria och familjen Physalacriaceae.  Arten är reproducerande i Sverige. Inga underarter finns listade i Catalogue of Life.

## Källor

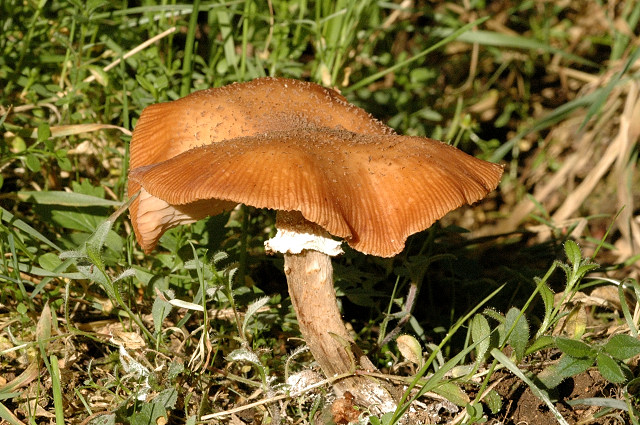